# No Fun kolektiv
No Fun kolektiv je český umělecký a výzkumný kolektiv, který byl založen v roce 2021. Členskou základnu tvoří Markéta Soukupová, Alex Petrova, Ondřej Trhoň, Andrea Hubert a Maxine Vajt.

## O kolektivu

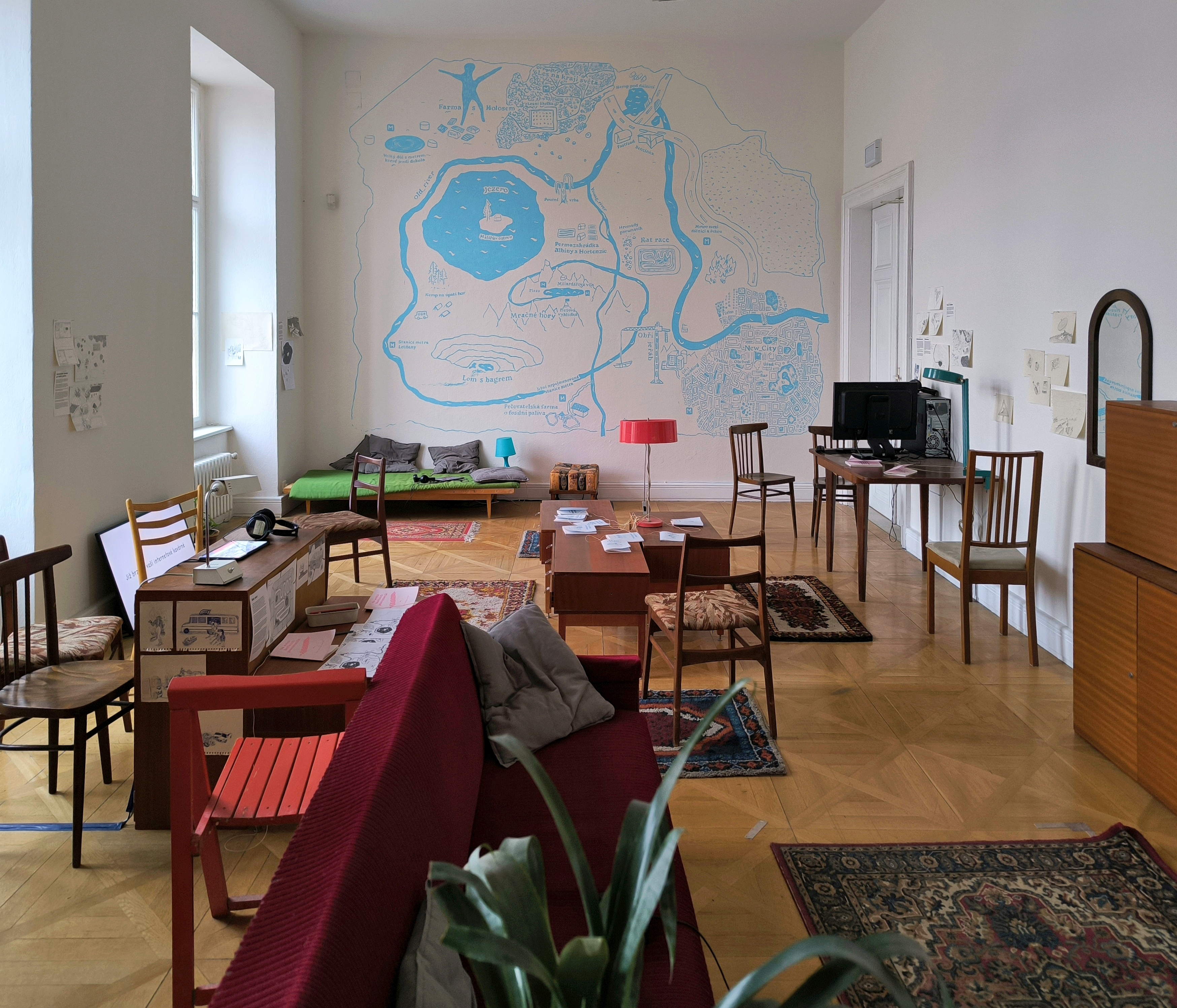
Instalace v Moravské galerii v Brně, Cena Jindřicha Chalupeckého 2024

No Fun kolektiv se ve své činnosti zabývá queer subverzivními strategiemi videoher v kontextu střední a východní Evropy. Zabývá se tématem heteronormativity ve hrách a spolu s queer komunitou hledá možnosti jejího prolomení. Jejich umělecké a kurátorské intervence, výstavy, přednášky i komunitní akce podporují nejen tvorbu her, ale i budování bezpečného prostoru a formování queer a trans komunity.
Vydali manifest Hry je třeba kvířit - od (sebe)reprezentace menšin až po hledání jiných podob hraní. V něm se označili za otevřenou platformu teoretiků a tvůrců videoher. Hlavními principy jejich práce byly „anti-rasismus, anti-queerfobie, anti-diskriminace. Nejen reaktivně, ale proaktivně a preventivně. Komunitně i mediálně“. Současně odmítli, že by hry musely mít lineární příběhovou strukturu.
Název kolektivu je převzat z názvu eseje No Fun: The Queer Potential of Video Games that Annoy, Anger, Disappoint, Sadden, and Hurt od Bo Ruberg.
V roce 2023 získali Cenu Jindřicha Chalupeckého a jejich hry byly prezentovány v Tokyo Czech GameShow v rámci kurátorované sekce queer her v Českém centrum v Tokiu.

## Vybrané projekty
Výběr z projektů:
- 2023: No Fun III: Trans*grese (výstava, etc. galerie, Praha)
- 2022: No Fun 2: Queer to Play (happening ve formě gamejamu, vytvoření platformy k experimentaci a setkávání herních vývojářů*ek, umělců*kyň a queer hráčů*ek)
- 2022: Proti opresivním narativům
- 2022: O avatarech (diskusní panel na konferenci Beyond the Gaming Principle)
- 2022: Larou Croft to nekončí (přednáška pro Kino Kavalírka)
- 2022: Taky mám rád umění (intervence v rámci programu Galerie Hraničář, Ústí nad Labem – vznik Site Specific hry „Taky mám rád umění“)
- 2022: Stručný návod pro gamifikovaný život (přednáška, která proběhla ve veřejném sálu Hraničář v Ústí nad Labem)
- 2021: No Fun I (výstava v Galerii Jelení)